# 水島保太郎
水島 保太郎（みずしま やすたろう、1846年（弘化3年11月） - 1900年（明治33年）4月24日）は、明治時代の政治家。自由民権運動家。衆議院議員（1期）。

## 経歴
水島伝左衛門の子として相模国淘綾郡中里村（神奈川県淘綾郡吾妻村、中郡吾妻村を経て現二宮町）に生まれる。望月剛らに師事する。1873年（明治6年）小学校教員となり、国府小学校校長を経て、1880年（明治13年）から5期に渡り神奈川県会議員を務めた。ほか、村会議員や郡連合会議員、町村連合会議員などを歴任した。1881年（明治14年）湘南社の創立に加わり、自由党に参加し、板垣退助や江原素六とも親交があり大阪事件に関与し捕らえられた。
1894年（明治27年）9月の第4回衆議院議員総選挙では神奈川県第5区から出馬し当選。衆議院議員を1期務めた。日清戦争下の国政、秦野県道の開設、吾妻村の成立、二宮駅の開業などに尽くした。墓所は二宮町大応寺。